# Ludwigschorgast
Ludwigschorgast è un comune tedesco di 986 abitanti, situato nel land della Baviera.